# Gingerbread Men
Gingerbread Men è un album di Bob Brookmeyer e Clark Terry pubblicato nel 1966 dall'etichetta Mainstream Records.
Il disco fu registrato nel 1966 a New York.

## Tracce
Lato A
1. Haig and Haig – 4:24 (Clark Terry)
2. I Want a Little Girl – 4:00 (Billy Moll)
3. Mood Indigo – 6:46 (Duke Ellington, Irving Mills, Albany Bigard)
4. Milo's Other Samba – 2:48 (Gary McFarland)
5. Gingerbread Boy – 2:32 (Jimmy Heath)

Lato B
1. My Gal – 5:30 (Clark Terry)
2. Naptown – 5:28 (Alan Foust)
3. Morning Mist – 3:12 (Hank Johnson)
4. Bye Bye Blackbird – 6:40 (Mort Dixon, Ray Henderson)

## Musicisti
- Bob Brookmeyer - trombone
- Clark Terry - tromba, flugelhorn
- Hank Jones - pianoforte
- Bob Cranshaw - contrabbasso
- Dave Bailey - batteria